# 베니 모핀
베니 모핀(영어: Bennie Maupin, 1940년 8월 29일 ~ )은 다양한 색소폰, 플루트, 그리고 베이스 클라리넷에서 공연하는 미국의 재즈 멀티레디스트이다.
모핀은 미국 미시간주 디트로이트에서 태어났다. 그는 허비 행콕의 《Mwandishi》 섹스텟 및 헤드헌터스 밴드에 참여하고 마일스 데이비스의 중대한 퓨전 음반 《Bitches Brew》에서 공연한 것으로 유명하다. 모핀은 호레이스 실버, 로이 헤인즈, 우디 쇼, 리 모건과 많은 다른 사람들과 협력했다. 그는 에릭 돌피와 같은 다른 "아웃" 재즈 음악가들과는 다른 멜로디 방향 감각을 가진 반면, 조화롭게 발전된 "아웃" 즉흥 연주 스타일을 가진 것으로 유명하다.

## 음반 목록

### 마일스 데이비스
- Bitches Brew (Columbia, 1970)
- Jack Johnson (Columbia, 1971)
- On the Corner (Columbia, 1972)
- Big Fun (Columbia, 1974)

### 허비 행콕
- Mwandishi (Warner Bros., 1971)
- Crossings (Warner Bros., 1972)
- Sextant (Columbia, 1973)
- Head Hunters (Columbia, 1973)
- Thrust (Columbia, 1974)
- Flood (CBS/Sony, 1975)
- Man-Child (Columbia, 1975)
- Secrets (Columbia, 1976)
- VSOP (Columbia, 1976)
- Sunlight (Columbia, 1978)
- Directstep (CBS/Sony, 1979)
- Feets, Don't Fail Me Now (Columbia, 1979)
- Mr. Hands (Columbia, 1980)
- Dis Is da Drum (Mercury, 1994)